# Çayırpınar, Mardin
Çayırpınar là một xã thuộc huyện Mardin, tỉnh Mardin, Thổ Nhĩ Kỳ. Dân số thời điểm năm 2010 là 149 người.